# Иконников, Николай Дмитриевич
Никола́й Дми́триевич Ико́нников (1897, п. Дедюхин, Пермская губерния — 3 августа 1937, Свердловск) — уральский общественный деятель, ответственный секретарь Пермского ГК ВКП(б) (1926), заведующий рабфаком при Пермском университете (1926—1929), заведующий Пермским окроно (1929—1930), заместитель председателя Свердловского облисполкома и заведующий областным земельным управлением (с 1934).

## Биография
Родился в посёлке Деюхине (ныне — в составе г. Березники) в семье рабочего солеварного завода.
В восьмилетнем возрасте поступил в школу, в одиннадцатилетнем — пошёл работать на завод чернорабочим. Работал также дворником, ямщиком, кочегаром.
Август 1917 — избран председателем завкома Дедюхинского завода.
Январь 1918 — избран делегатом на областной съезд, обсуждавший вопросы управления казёнными и национализированными предприятиями Урала. После съезда был избран первым советским управляющим этого завода. C 1918 — член РКП(б).
Январь 1919 — командир взвода лыжников 23-го Верхнекамского полка, затем — командир взвода разведки, был ранен. Некоторое время после ранения работал председателем Дедюхинского волосного комитета РКП(б), позднее — в отделе Усольского уисполкома.
С начала 1920 — помощник по политчасти командира 451-го полка 51 стрелковой дивизии, с сентября 1920 — комиссар этого полка. Участвовал в боях под Перекопом, за что был награждён орденом Красного знамени. Был контужен, после чего направлен в распоряжение Пермского губкома РКП(б) и привлечён к профсоюзной работе.
С апреля 1921 по март 1922 — зав. отделом культуры Усольского уездного профсоюзного бюро. Участвовал в первом Всероссийском съезде представителей рабфаков (июнь 1921).
С августа 1923 по июнь 1925 — учился и окончил Пермский рабфак при ПГУ.
Июнь 1925 — июнь 1926 — заведующий организационным отделом Пермского горкома ВКП(б). Июнь 1926 — сентябрь 1926 — ответственный секретарь Пермского ГК ВКП(б).
С сентября 1926 — апрель 1929 — заведовал Пермским рабочим факультетом при Пермском университете. Выполнил большую работу по укреплению факультета, Пользовался уважением, авторитетом среди учащихся и преподавателей.

Во всём его поведении присутствовала строгость без придирчивости, доброта без сентиментальности. Умел он одним взглядом из-под насупленных бровей притупить чрезмерную бурливость юных порывов или, наоборот, подтолкнуть на хорошее дело. А орден Красного знамени на груди… внушал нам, рабфаковцам, безоговорочно доверительное отношение…
Помнится… часто повторяемая фраза: «Иконников сказал!». То, что сказал Иконников, подлежало безоговорочному выполнению. Несомненно, он был незаурядным организатором учебного процесса на рабфаке, руководителем педагогического коллектива, воспитателем рабфаковской молодёжи и рачительным хозяином.
— Веретенников Н. Д. Командир и учитель.
Апрель 1929 — август 1930 — заведующий Пермским окрОНО.
Август 1930 — январь 1931 — ответственный секретарь Суксунского, а позднее — Сарапульского райкома ВКП(б).
В 1934 избран заместителем председателя Свердловского облисполкома и заведующим областным земельным управлением.
26 января—10 февраля 1934 года делегат XVII съезда ВКП(б) с решающим голосом от Свердловской парторганизации.
Арестован 24 мая 1937 года, приговорен к высшей мере наказания 3 августа 1937 года. Расстрелян 3 августа 1937 года. Посмертно реабилитирован.

## Избранные публикации
- Иконников Н. Д. А мы — живём! // Пермский рабфак. Серия «Искры памятных лет». — Пермь: Пермское книжное издательство, 1975. — С. 39—43. То же: Звезда, 14 октября, 1926.
- Иконников Н. Д. Десять лет // Пермский рабфак за 10 лет. Юбилейный сборник 1919—1929. — Пермь: изд-во «Звезда», 1929. — С. 3—8.